# Sémézies-Cachan
Sémézies-Cachan är en kommun i departementet Gers i regionen Occitanien i sydvästra Frankrike. Kommunen ligger i kantonen Saramon som tillhör arrondissementet Auch. År 2022 hade Sémézies-Cachan 54 invånare.

## Befolkningsutveckling
Antalet invånare i kommunen Sémézies-Cachan
Referens:INSEE